# ذا براذرز سولومون
الأخوة سولومون هو فيلم كوميدي صدر يوم 7 سبتمبر 2007

## قصة
تدور أحداث فيلم «برازرز سولومون» في إطار من الكوميديا حول الشقيقين جون ودين سولومون، وهما رجلان ناجحان يحملان شهادة الدكتواره، ولكنهما فاشلان اجتماعيا بسبب قيام والدهما الأرمل بإرسالهما للدراسة في القارة القطبية الجنوبية. وعندما يدخل والدهما في غيبوبة يعدان خطة علمية بإعادة وعيه عبر تعريضه لصدمة عاطفية إيجابية تأتي من حصوله على أول حفيد، وبالفعل يجدان الأم البديلة وهي الموسيقية المفلسة جانين، ويتفقان معها أن تحمل الطفل مقابل المال. والآن يصبح لدي الأخوان سولومون تسعة أشهر ليتعلما فيها كيف يكونا أبوين جيدين، في نفس الوقت الذي يسعى فيه جون للتقرب من تارا، الجارة الجميلة التي تعتني بالوالد عندما يكون الأخوان خارج المنزل، ولكنها لا تعير اهتماما كبيرا لجون الواقع في حبها

## وصلات خارجية
- برازرز سولومون على موقع IMDb (الإنجليزية)
- برازرز سولومون على موقع ميتاكريتيك (الإنجليزية)
- برازرز سولومون على موقع روتن توميتوز (الإنجليزية)
- برازرز سولومون على موقع نتفليكس (الإنجليزية)
- برازرز سولومون على موقع قاعدة بيانات الأفلام العربية
- برازرز سولومون على موقع ألو سيني (الفرنسية)
- برازرز سولومون على موقع Turner Classic Movies (الإنجليزية)
- برازرز سولومون على موقع أول موفي (الإنجليزية)
- برازرز سولومون على موقع بوكس أوفيس موجو (الإنجليزية)
- برازرز سولومون على موقع فيلمافينيتي (الإسبانية)

1. 1 2  وصلة مرجع: http://www.imdb.com/title/tt0784972/. الوصول: 15 أبريل 2016.
2. 1 2 3 4  وصلة مرجع: http://www.metacritic.com/movie/the-brothers-solomon. الوصول: 15 أبريل 2016.
3. ↑  مذكور في: معجم الأفلام العالمية. لغة العمل أو لغة الاسم: الألمانية. الناشر: Zweitausendeins.
4. 1 2 3 4 5  وصلة مرجع: http://www.allocine.fr/film/fichefilm_gen_cfilm=122136.html. الوصول: 15 أبريل 2016.
5. 1 2 3  مذكور في: قاعدة بيانات الأفلام التشيكية السلوفاكية. لغة العمل أو لغة الاسم: التشيكية. تاريخ النشر: 2001.